# آلن د رو
آلن د رو (انگلیسی: Alain De Roo؛ زادهٔ ۲۷ نوامبر ۱۹۵۵) دوچرخه‌سوار اهل بلژیک است.